# Piticul roșu
Piticul roșu (în engleză Red Dwarf) este un serial TV britanic de comedie științifico-fantastic care a avut premiera pe BBC Two în 1988. Pe BBC Two a fost transmis până în 1999, apoi pe canalul TV Dave din 2009. A devenit un serial idol. Cea mai recentă serie, Red Dwarf XII, a avut premiera TV în octombrie 2017.

## Prezentare generală
| Sezonul | Sezonul | Title         | Episoade | Episoade | Premiera TV        | Premiera TV       |
| Sezonul | Sezonul | Title         | Episoade | Episoade | Prima transmisie   | Ultima transmisie |
| ------- | ------- | ------------- | -------- | -------- | ------------------ | ----------------- |
|         | 1       | I             | 6        | 6        | 15 februarie 1988  | 21 martie 1988    |
|         | 2       | II            | 6        | 6        | 6 septembrie 1988  | 11 octombrie 1988 |
|         | 3       | III           | 6        | 6        | 14 noiembrie 1989  | 19 decembrie 1989 |
|         | 4       | IV            | 6        | 6        | 14 februarie 1991  | 21 martie 1991    |
|         | 5       | V             | 6        | 6        | 20 februarie 1992  | 26 martie 1992    |
|         | 6       | VI            | 6        | 6        | 7 octombrie 1993   | 11 noiembrie 1993 |
|         | 7       | VII           | 8        | 8        | 17 ianuarie 1997   | 7 martie 1997     |
|         | 8       | VIII          | 8        | 8        | 18 februarie 1999  | 5 aprilie 1999    |
|         | 9       | Back to Earth | 3        | 3        | 10 aprilie 2009    | 12 aprilie 2009   |
|         | 10      | X             | 6        | 6        | 4 octombrie 2012   | 8 noiembrie 2012  |
|         | 11      | XI            | 6        | 6        | 22 septembrie 2016 | 27 octombrie 2016 |
|         | 12      | XII           | 6        | 6        | 12 octombrie 2017  | 16 noiembrie 2017 |

## Fundal
Povestea serialului are loc pe o navă spațială minieră, Red Dwarf.  În primul episod, cândva la sfârșitul secolului al XXI-lea, o scurgere de radiații la bord ucide pe toată lumea, cu excepția tehnicianului de rang inferior Dave Lister, aflat în animație suspendată în acel moment, și pisica sa gravidă, Frankenstein, care se află în siguranță în sala mărfurilor. După accident, computerul navei Holly îl ține pe Lister în stază până când nivelurile de radiație revin la normal - un proces care durează trei milioane de ani. Prin urmare, reiese că Lister este ultimul om în univers - dar nu este singur la bordul navei. Fostul său coleg cu care făcea schimb de ture și superiorul său imediat, Arnold Judas Rimmer (un personaj afectat de accident) este înviat de Holly ca o hologramă pentru a-l ține pe Lister sănătos. Lor li se alătură o creatură cunoscută doar ca Cat (Pisica), ultimul membru al unei rase de feline umanoide care a evoluat în interiorul navei din fosta pisică gravidă a lui Lister în timpul celor 3 milioane de ani în care Lister s-a aflat în stază.
Serialul se învârte în jurul personajului Lister ca fiind ultimul om viu, la 3 milioane de ani în viitor, împreună cu însoțitorii săi (inițial Rimmer, Cat și Holly). Echipajul întâlnește fenomene cum ar fi distorsiuni de timp, călătorii mai rapide decât lumina, boli mutante și forme ciudate de viață (toate au evoluat de pe Pământ, deoarece în serial nu apar extratereștri), care s-au dezvoltat în milioane de ani. Deși are un cadru științifico-fantastic, o mare parte a umorului provine din interacțiunile dintre personaje, în special cele dintre Listerul  și holograma Rimmer.

## Distribuție
- Craig Charles ca Dave Lister
- Chris Barrie ca Arnold Judas Rimmer
- Danny John-Jules - Cat
- Robert Llewellyn - Kryten 2X4B-523P
- Norman Lovett - computerul Holly în seriile I, II, VIII, cu apariții și în seriile VII și XII
- Clare Grogan - Kristine Kochanski
- Chloë Annett - Kristine Kochanski, din seria VIII

## Vezi și
- Listă de seriale științifico-fantastice
- Listă de seriale de comedie